# Eccidio del ponte di Ruffio
L'eccidio del ponte di Ruffio fu una strage fascista compiuta il 18 agosto 1944 a Ruffio di Cesena, in provincia di Forlì, nel corso della quale furono uccisi otto uomini.

## Antefatti
Nel luglio 1944 un gruppo di uomini della Marina Nazionale Repubblicana di stanza al faro militare di Cesenatico decise di disertare a seguito dell'ordine, imposto dai tedeschi, di abbandonare la posizione a causa dell'avvicinarsi delle forze alleate. Il manipolo di ex-militari, guidati dal Maresciallo Giuseppe Poggiali, e composto da Gino Gusella, Rino Liverani, Angelo Prodi, Tullio Giorgetti, Guglielmo Zannuccoli e Sauro Casali, decise così di abbandonare Cesenatico per unirsi alle formazioni partigiane attive sull'Appennino cesenate. Dopo aver trascorso un mese di latitanza nei dintorni, il gruppo dei disertori, grazie all'aiuto fornito dal partigiano Dino Ricci di Cesenatico, poté ottenere il via libera per unirsi alla Resistenza locale. 

## La strage
Dopo aver recuperato alcuni armamenti, il 18 agosto, gli ex marinai si recarono a Ruffio di Cesena per incontrare la staffetta che li avrebbe condotti tra le file della 8ª Brigata Garibaldi "Romagna". Nell'attesa dell'arrivo della guida il gruppo dei disertori aveva trovato riparo nella casa accanto al ponte sul Pisciatello. Nel pomeriggio al gruppo si unirono Ricci e altri due uomini, uno dei quali era Isacco Hakim, un ebreo bolognese che aveva trovato riparo in Romagna dopo l'8 settembre e si era unito alle formazioni partigiane locali. 
In serata la casa di latitanza venne circondata da una trentina di uomini della XXV Brigata Nera "Arturo Capanni" guidati dal locale Segretario Garaffoni e da alcuni militari tedeschi. I fascisti avevano potuto rintracciare il nascondiglio dei fuggiaschi grazie alle preziose informazioni fornite loro da un partigiano della zona che, a causa delle pesanti violenze e torture patite, aveva finito per crollare e rivelare tutto ai suoi aguzzini. 
Così, una volta immobilizzati e legati, i prigionieri vennero condotti sul vicino ponte e ivi sommariamente giustiziati. Alla morte scamparono solamente Casali, che al momento del blitz dei fascisti si trovava nei dintorni alla ricerca della staffetta, e Gusella che, seppur ferito ad un braccio, fingendosi morto riuscì ad ingannare i suoi aguzzini e a fuggire alla volta di Cesenatico.

## Vittime
- Arnaldo Gaza, classe 1925, di Cesenatico;
- Tullio Giorgetti, classe 1926, di Rimini;
- Isacco Hakim, classe 1917, di Bologna;
- Rino Liverani, classe 1925, di Imola;
- Giuseppe Poggiali, classe 1910, di Ravenna;
- Angelo Prodi, classe 1922, di Ravenna;
- Dino Ricci, classe 1924, di Cesenatico;
- Guglielmo Zannuccoli, classe 1926, di Cesenatico

## Responsabili
- Aguzzoni Amedeo, nato a Cesena l’08/12/1905, fascista repubblicano, appartenente alle Brigate nere. Arrestato, detenuto a Forlì; imputato davanti alla Corte d’Assise straordinaria di Forlì. Condannato. Sentenza annullata dalla Cassazione e rinvio per nuovo esame a Corte d’Assise di Perugia.
- Battistini Augusto, nato a Cesena il 14/08/1900, fascista repubblicano. Arrestato dai carabinieri nel giugno 1945, detenuto a Forlì e imputato davanti alla Corte d’Assise straordinaria di Forlì. Condannato. La Cassazione annullò la sentenza rinviando il procedimento alla Corte d’Assise di Perugia. Nuovamente condannato a pena detentiva, fu scarcerato nel 1952.
- Belli Agostino, nato a Cesena il 25/08/1903, fascista repubblicano, appartenente alle Brigate nere. Arrestato, detenuto a Forlì; imputato davanti alla Corte d’Assise straordinaria di Forlì. Condannato. Sentenza annullata dalla Cassazione e rinvio per nuovo esame a Corte d’Assise di Perugia.
- Casadei Egisto, nato a Cesena il 02/06/1907, fascista repubblicano, appartenente alle Brigate nere. Arrestato, detenuto a Forlì; imputato davanti alla Corte d’Assise straordinaria di Forlì. Condannato. Sentenza annullata dalla Cassazione e rinvio per nuovo esame a Corte d’Assise di Perugia.
- Matassoni Bruno, nato a Cesena il 20/04/1897, fascista repubblicano, appartenente alle Brigate nere. Arrestato, detenuto a Forlì; imputato davanti alla Corte d’Assise straordinaria di Forlì. Condannato. Sentenza annullata dalla Cassazione e rinvio per nuovo esame a Corte d’Assise di Perugia.
- Sandali Aderno, nato a Ferrara il 09/08/1912, fascista repubblicano appartenente alle Brigate nere. Arrestato, detenuto a Forlì; imputato davanti alla Corte d’Assise straordinaria di Forlì. Condannato. Sentenza annullata dalla Cassazione e rinvio per nuovo esame a Corte d’Assise di Perugia.
- Valducci Colombo, nato a Cesena l’08/04/1903, fascista repubblicano appartenente alle Brigate nere. Arrestato, detenuto a Forlì; imputato davanti alla Corte d’Assise straordinaria di Forlì. Condannato. Sentenza annullata dalla Cassazione e rinvio per nuovo esame a Corte d’Assise di Perugia.
- Valzania Attilio, nato a Cesena l’08/12/1918, fascista repubblicano appartenente alle Brigate nere. Arrestato, detenuto a Forlì; imputato davanti alla Corte d’Assise straordinaria di Forlì. Condannato. Sentenza annullata dalla Cassazione e rinvio per nuovo esame a Corte d’Assise di Perugia.

## Conseguenze
Nell'ottobre successivo, a fronte dell'avanzata alleata, i nazifascisti abbandonarono in tutta fretta Cesena ritirandosi verso nord. I vertici del fascismo locale e la Brigata Nera "Capanni" si trasferirono così a Thiene, in provincia di Vicenza, dove continuarono la loro opera di repressione anti-partigiana.
Pochi giorni dopo la Liberazione giunse a Thiene un gruppo di partigiani romagnoli che, una volta trovati nelle carceri locali alcuni membri della Brigata Nera cesenate, tra cui il capitano Garaffoni, li prelevò e li uccise per vendetta nei boschi circostanti.

## Risvolti processuali
Diversi furono i fascicoli processuali aperti presso la Corte d'Assise Straordinaria di Forlì nei confronti degli esecutori dell'eccidio. La maggior parte dei responsabili furono accusati di collaborazionismo. Tuttavia, se il giudizio in primo grado aveva portato ad una condanna a trent'anni di reclusione per gli imputati, la quale verrà poi annullata da parte della Cassazione a seguito di un ricorso. La Suprema Corte, rilevata la mancata motivazione della condanna, rinviò il caso, per un nuovo giudizio, alla Corte d'Assise Straordinaria di Perugia. Il secondo giudizio si svolse nel 1948 e vide alla sbarra diciannove fascisti: tra questi, oltre i responsabili dell'eccidio di Ruffio, si aggiunsero altri fascisti cesenati riconosciuti quali esecutori di diverse stragi sempre nella città di Cesena (tra cui il rastrellamento di Ronta e Martorano del 29 aprile 1944; le uccisioni di San Giorgio del 22 agosto 1944; la strage della Rocca di Cesena del 3 settembre 1944). La  Corte perugina condannò Battistini a 24 anni di reclusione, mentre gli altri furono condonati (non si conosce nel dettaglio le decisioni della Corte relativamente agli altri imputati).

## Memoria
Sul luogo della strage è stata eretta nel dopoguerra una stele di marmo a ricordo dei Martiri del ponte di Ruffio. A Cesenatico vi sono due viali intitolati ad Arnaldo Gaza e Dino Ricci, mentre ad Igea Marina una via è stata dedicata a Tullio Giorgetti. 